# Туякбай, Жармахан Айтбайулы
Жармаха́н Айтбайулы Туякба́й (каз. Жармахан Айтбайұлы Тұяқбай; 22 ноября 1947, с. Новостройка, Ленинский район, Чимкентская область, Казахская ССР, СССР) — казахстанский государственный и общественно-политический деятель, кандидат юридических наук, почётный профессор права Евразийского Национального Университета имени Л. Н. Гумилёва, государственный советник юстиции 1 класса, генерал-полковник юстиции.
В 1990—1995 годах — Генеральный прокурор Республики Казахстан.
С 1999 по 2004 год — Председатель Мажилиса Парламента Республики Казахстан второго созыва.
С 10 сентября 2006 года по 26 апреля 2019 года — Председатель оппозиционной Общенациональной социал-демократической партии Казахстана.

## Биография
Жармахан Туякбай родился 22 ноября 1947 года в селе Новостройка (сегодня Кызылкия) Ленинского района Чимкентской области Казахской ССР.
В 1971 году — окончил юридический факультет Казахского государственного университета им. С. М. Кирова в Алма-Ате по специальности «Правоведение».
По окончании университета, работал помощником прокурора города Арысь, помощником прокурора области, начальником следственного отдела прокуратуры Чимкентской области.
С 1978 году — инструктор, помощник первого секретаря обкома, заведующий отделом административных органов Чимкентского областного комитета партии.
В 1982 году был назначен заместителем Прокурора Казахской ССР.
В 1987 году — после декабрьских событий 1986 года, переведён на должность прокурора Мангышлакской области.
С 1988 по 1990 год — заместитель прокурора, прокурор Гурьевской области.
С 1990 по 1992 — депутат Верховного Совета Казахской ССР, заместитель председателя Комитета Верховного Совета Казахской ССР по вопросам законодательства, законности и правопорядка.
В декабре 1990 года назначен Генеральным прокурором Республики Казахстан.
С октября 1995 года — Председатель Государственного следственного комитета (ГСК) Казахстана.
После реорганизации ГСК РК в ноябре 1997 года, назначен заместителем Генерального прокурора — главным военным прокурором Казахстана.
10 октября 1999 года — был избран депутатом Мажилиса Парламента Республики Казахстан 2-го созыва, от Сарыагашского избирательного округа № 57 Южно-Казахстанской области.
1 декабря 1999 года был избран Председателем Мажилиса Парламента Республики Казахстан. Был членом Совета безопасности Республики Казахстан.
14 октября 2004 года выступил с публичным осуждением фальсификаций выборов в Мажилис 3-го созыва и отказался от депутатского мандата.
С ноября 2004 года — Председатель Координационного Совета демократических сил Казахстана (КСДСК). В марте 2005 года был избран Председателем РОО «За справедливый Казахстан». Был руководителем рабочей группы, подготовившей проект Новой Конституции республики.
10 сентября 2005 году на собрании оппозиционных сил Казахстана выбран в качестве единого кандидата на выборах президента Казахстана.
На выборах 4 декабря 2005 года занял второе место, набрав 6,64 % голосов избирателей.
10 сентября 2006 года основал Общенациональную социал-демократическую партию Казахстана (зарегистрирована 25 января 2007 года). На выборах в Мажилис 2007 года партия не смогла преодолеть семипроцентный барьер, набрав по данным Центральной избирательной комиссии Казахстана 4,54 % голосов.
С 24 октября 2009 года сопредседатель, член Президиума Общенациональной социал-демократической партии «АЗАТ».
С февраля 2012 года, после окончательного отказа в регистрации объединения с партией Азат, Председатель Общенациональной социал-демократической партии.
26 апреля 2019 года Жармахан Туякбай объявил что принял решение покинуть пост Председателя ОСДП: «Пришло время. Это не моя прихоть» — сказал Туякбай и объяснил решение необходимостью «влить в жизнь партии свежую струю».

## Отношение к религии
Во время мирового диалога между представителями иудаизма и ислама, который проходил в октябре 2002 года в Алмате, Казахстане, Жармахан Туякбай заявил: «Религия является важным духовно-нравственным фактором общественного развития. Любая религия основывается на общечеловеческих ценностях — любовь, надежда, справедливость. Как бы ни относились к религии отдельные представители общества, выбор — верить или нет — остаётся неотъемлемым правом каждого человека».

## Увлечения
Жармахан Туякбай увлекается теннисом, походами в горы и катанием на горных лыжах.

## Семья
Женат (жена — Аптаева Багиля Нагометовна), имеет дочь и двоих сыновей, а также девять внуков.

## Награды
- Орден «Барыс» 2 степени (2001)
- Орден «Содружество» (25 марта 2002 года, Совет Межпарламентской Ассамблеи государств — участников Содружества Независимых Государств) — за активное участие в деятельности Межпарламентской Ассамблеи и её органов, вклад в укрепление дружбы между народами государств — участников Содружества[4]
- Медаль «За трудовую доблесть» (1981)
- Золотая медаль «Древо дружбы» (14 ноября 2003 года, Совет Межпарламентской Ассамблеи государств — участников Содружества Независимых Государств) — за выдающийся вклад в формирование информационного пространства Содружества Независимых Государств[5]
- Почётный работник прокуратуры СССР
- Премия «Свобода» (19 января 2009 года)